# 脇本脇本
脇本脇本（わきもとわきもと）は、秋田県男鹿市の大字で旧南秋田郡脇本村脇本、南秋田郡脇本村、秋田郡脇本村に相当する。平安期には腋本村と記されていた。郵便番号は010-0342。本項では男鹿市の地区名である脇本地区についても解説する。

## 地理
脇本脇本は男鹿市東部に位置し、東で船越、北東で払戸、北で脇本冨永および脇本浦田、西で脇本田谷沢と接し、南で日本海に面する。水田と山地に囲まれた街で北部を男鹿線と国道101号が横断する。海岸線沿いに並行する市道沿いに脇本本村とよばれる集落が存在し、新町、荒町、浜町、栄町、天神町などの町内会をもつ。

### 小字
秋田地方法務局の「男鹿市登記所備付地図データ」（2024年10月5日時点）およびデジタル庁公表のアドレス・ベース・レジストリの「秋田県町字マスターデータセット」（2024年8月13日時点）および運輸局公表の「東北運輸局秋田運輸支局住所コード表」（2024年11月1日時点）によれば、脇本脇本の小字は以下の通りである。
| 大字     | 小字         | 出典         | 出典         | 出典 |
| 大字     | 小字         | 町字マスター | 運輸局コード | 登記 |
| -------- | ------------ | ------------ | ------------ | ---- |
| 脇本脇本 | 字尼池       | ○            | ○            | ○    |
| 脇本脇本 | 字稲荷下     | ○            | ○            | ○    |
| 脇本脇本 | 字横町道下   | ○            | ○            | ○    |
| 脇本脇本 | 字横町道上   | ○            | ○            | ○    |
| 脇本脇本 | 字下谷地     | ○            | ○            | ○    |
| 脇本脇本 | 字下中野     | ○            | ○            | ○    |
| 脇本脇本 | 字下碇       | ○            | ×            | ○    |
| 脇本脇本 | 字兜ケ崎     | ○            | ○            | ○    |
| 脇本脇本 | 字狭間田     | ○            | ×            | ○    |
| 脇本脇本 | 字曲田       | ○            | ○            | ○    |
| 脇本脇本 | 字九枚下り   | ○            | ×            | ○    |
| 脇本脇本 | 字後野       | ○            | ○            | ○    |
| 脇本脇本 | 字向山       | ○            | ○            | ○    |
| 脇本脇本 | 字七沢       | ○            | ○            | ○    |
| 脇本脇本 | 字小坪尻     | ○            | ×            | ○    |
| 脇本脇本 | 字上前谷地   | ○            | ○            | ○    |
| 脇本脇本 | 字上谷地     | ○            | ○            | ○    |
| 脇本脇本 | 字上中野     | ○            | ○            | ○    |
| 脇本脇本 | 字上野       | ○            | ○            | ○    |
| 脇本脇本 | 字石館       | ○            | ○            | ○    |
| 脇本脇本 | 字前谷地     | ○            | ×            | ○    |
| 脇本脇本 | 字前野       | ○            | ○            | ○    |
| 脇本脇本 | 字相染前     | ○            | ○            | ○    |
| 脇本脇本 | 字打ケ崎     | ○            | ○            | ○    |
| 脇本脇本 | 字大関尻深   | ○            | ×            | ○    |
| 脇本脇本 | 字大石館     | ○            | ○            | ○    |
| 脇本脇本 | 字段ノ越     | ○            | ○            | ○    |
| 脇本脇本 | 字中名地     | ○            | ×            | ○    |
| 脇本脇本 | 字中野       | ○            | ○            | ○    |
| 脇本脇本 | 字昼寝       | ○            | ×            | ○    |
| 脇本脇本 | 字昼寝土手下 | ○            | ×            | ○    |
| 脇本脇本 | 字町尻       | ○            | ○            | ○    |
| 脇本脇本 | 字碇         | ○            | ×            | ○    |
| 脇本脇本 | 字頭名地     | ○            | ○            | ○    |
| 脇本脇本 | 字内郷       | ○            | ○            | ○    |
| 脇本脇本 | 字乍木       | ○            | ○            | ○    |
| 脇本脇本 | 字八枚縄手   | ○            | ×            | ○    |
| 脇本脇本 | 字飯ノ町     | ○            | ○            | ○    |
| 脇本脇本 | 字名不知     | ○            | ×            | ○    |
| 脇本脇本 | 字脇本       | ○            | ○            | ○    |
| 脇本脇本 | 字杉山       | ×            | ○            | ×    |
| 脇本脇本 | 字根木       | ×            | ○            | ×    |

#### 明治期の小字
秋田県史付録秋田県市町村字名称調によれば、町村制施行前の脇本村の小字は以下のとおりである。
- 下谷地
- 内郷
- 上谷地
- 頭名地
- 中野
- 下中野
- 上中野
- 石館
- 大石館
- 尼池
- 稲荷下
- 脇本
- 横町道下
- 横町道上
- 七沢
- 乍木
- 挾間田
- 打ケ崎
- 兜ケ崎
- 上野
- 曲田
- 向山
- 相染ノ前
- 段ノ越
- 前野
- 後野
- 上前谷地
- 飯ノ町
- 町尻
- 前谷地
- 碇
- 下碇
- 昼寝
- 昼寝土手下
- 大関尻深
- 中名知
- 八枚縄手
- 九枚下
- 名不知
- 向田
- 小坪尻

### 地価
2024年（令和6年）7月1日の公示地価によれば、下記の脇本脇本の宅地および宅地見込み地における地価は次の通りである。
都道府県地価調査
- 脇本脇本字上野86番19（男鹿-3） : 7,300円/m2

## 歴史
古代には腋本の名前で日本三代実録に記載されている。そのなかには
とあり、秋田城下賊地（元慶の乱の際に反乱軍の拠点となった地）の一つとして挙げられている。元慶の乱では、秋田城主であった良岑近の苛政に耐えかねて反乱を起こした12ヶ村が秋田城やその周辺を襲撃し、秋田川以北の地の律令国家からの独立を要求した

### 沿革
- 元慶期 - 元慶の乱に際して、当地の俘囚が反乱勢力に与する。
- 1981年(昭和56年)8月5日 - 男鹿脇本事件発生。

### 行政区画の変遷
- 1878年（明治11年） - 脇本村が南秋田郡に所属[12]。
- 1889年（明治22年） - 脇本村が田谷沢村、富永村・浦田村・樽沢村・百川村と合併し、村制を施行[12]。脇本村は脇本村脇本となる[12]。
- 1954年（昭和29年）3月31日 - 脇本村が船川港町、五里合村、男鹿中村、戸賀村と合併し、男鹿市が成立[12]。これに伴い脇本村脇本は脇本脇本となる[12]。

| 〜1889年 | 1889年〜1954年 | 1954年〜現在   |
| -------- | -------------- | -------------- |
| 脇本村   | 脇本村脇本     | 男鹿市脇本脇本 |

## 施設
- 飯の町街区公園（脇本脇本字飯の町32-1）[13]
- 脇本郵便局（脇本脇本字大石館111-1）[14]
- 脇本コミュニティセンター（脇本脇本字前野8）[15]
- 脇本近隣公園（脇本脇本字前野地内）[13]
- 秋田なまはげ農業協同組合男鹿支店（脇本脇本字向山1番地4）
- 脇本街区公園（脇本脇本字脇本149-21）[13]

## 交通

### 鉄道
- 脇本駅（東日本旅客鉄道男鹿線）[16]

### 道路

#### 一般国道
- 国道101号

#### 一般県道・主要地方道
- 秋田県道54号男鹿琴丘線
- 秋田県道59号男鹿半島線
- 秋田県道226号脇本脇本停車場線

## 人口
2020年（令和2年）10月実施の国勢調査によれば、脇本脇本の人口は以下のとおりである。
| 大字     | 小字       | 世帯    | 男      | 女      | 外国人 | 人口    |
| -------- | ---------- | ------- | ------- | ------- | ------ | ------- |
| 脇本脇本 | 字曲田     | 60世帯  | 64人    | 70人    | 0人    | 134人   |
| 脇本脇本 | 字打ケ崎   | 40世帯  | 49人    | 55人    | 0人    | 104人   |
| 脇本脇本 | 字上野     | 27世帯  | 28人    | 38人    | 0人    | 66人    |
| 脇本脇本 | 字向山     | 91世帯  | 107人   | 116人   | 0人    | 223人   |
| 脇本脇本 | 字大石館   | 21世帯  | 33人    | 44人    | 0人    | 77人    |
| 脇本脇本 | 字稲荷下   | 49世帯  | 57人    | 76人    | 1人    | 133人   |
| 脇本脇本 | 字脇本     | 129世帯 | 135人   | 147人   | 0人    | 282人   |
| 脇本脇本 | 字横町道下 | 47世帯  | 57人    | 49人    | 4人    | 106人   |
| 脇本脇本 | 字飯ノ町   | 48世帯  | 46人    | 75人    | 0人    | 121人   |
| 脇本脇本 | 字後野     | 52世帯  | 47人    | 58人    | 0人    | 105人   |
| 脇本脇本 | 字中野     | 57世帯  | 68人    | 104人   | 2人    | 172人   |
| 脇本脇本 | 字内郷     | 45世帯  | 42人    | 56人    | 0人    | 98人    |
| 脇本脇本 | 字下谷地   | 69世帯  | 78人    | 80人    | 1人    | 158人   |
| 脇本脇本 | 字乍木     | 13世帯  | 17人    | 13人    | 0人    | 30人    |
| 脇本脇本 | 字前野     | 139世帯 | 185人   | 176人   | 1人    | 17人    |
| 合計     | 合計       | 887世帯 | 1,013人 | 1,157人 | 9人    | 2,170人 |

### 人口の推移
以下は国勢調査による1995年から2020年における5年ごとの志津川の人口推移を表すグラフである。
| 1995年 | 2,873人 |  |
| 2000年 | 2,706人 |  |
| 2005年 | 2,716人 |  |
| 2010年 | 2,533人 |  |
| 2015年 | 2,368人 |  |
| 2020年 | 2,170人 |  |

## 遺跡
脇本城
脇本脇本字七沢外に所在。2004年（平成14年）9月30日に国の史跡に指定され、2022年（令和4年）11月10日に追加指定がなされた。安東愛季が安土桃山時代の天正5年（1577年）に大規模な修復を行って、居城とした城であるといわれている。総指定面積は1,289,760平方メートル。

## 脇本地区
脇本地区（わきもと ちく）もしくは脇本エリア（わきもと えりあ）は男鹿市内9地区の一つで男鹿市の南東部に位置する。
2021年（令和3年）9月時点で24の町内会・部落会・自主防災組織を擁する。なお、その一覧は以下のとおりである。
- 百川町内会
- 樽沢町内会
- 浦田町内会
- 飯ノ森郷会
- 大倉部落会
- 岩倉町内自主防災隊
- 田谷沢町内会
- 打ヶ崎町内会
- 脇本駅前町内自主防災会
- 飯ノ町町内会
- 栄町町内会
- 浜町町内会
- 脇本新町自主防災組織
- 荒町町内会
- 向山町内
- 御札町
- 仲町町内会
- 舘下町内会自主防衛団
- 天神町内会
- 学校通り自主防災組織
- 根木地区町内会
- 諸産堤団地町内会
- 杉山町内会
- 中野町内会